# 후쿠로역 (구마모토현)
후쿠로역(일본어: 袋駅)은 일본 구마모토현 미나마타시에 있는 히사쓰 오렌지 철도 히사쓰 오렌지 철도선의 철도역이다.

## 역 구조
2면 2선 구조의 지상역이다.

### 타는 곳
| 1 | ■ 히사쓰 오렌지 철도선 | (상행) 야쓰시로 방면 |
| 1 | ■ 히사쓰 오렌지 철도선 | (하행) 이즈미 방면   |
| 2 | ■ 히사쓰 오렌지 철도선 | (상행) 야쓰시로 방면 |

## 역세권 정보
- 국도 제3호선
- 동중국해

## 역사
- 1926년 7월 21일: 영업 개시.
- 1987년 4월 1일 - 민영화에 따라 규슈 여객철도의 소속이 되었다.
- 2004년 3월 13일 - 규슈 신칸센이 개통함으로, 히사쓰 오렌지 철도로 소속이 이관되었다.

## 인접 정차역
| 히사쓰 오렌지 철도 ■ 히사쓰 오렌지 철도선 | 히사쓰 오렌지 철도 ■ 히사쓰 오렌지 철도선 | 히사쓰 오렌지 철도 ■ 히사쓰 오렌지 철도선 |
| ----------------------------------------- | ----------------------------------------- | ----------------------------------------- |
| 미나마타 야쓰시로 방면                    | 보통                                      | 고메노쓰 이즈미 방면                      |